# لهجة حساوية
اللهجة الحساوية (تسمى أيضًا الأحسائية) هي لهجة أهالي محافظة الأحساء شرق السعودية وتعتبر نواة اللهجة الخليجية الحالية[بحاجة لمصدر].
تنقسم اللهجة الحساوية لأكثر من قسم أبرزها لهجة أهل الهفوف ولهجة أهل الشرق. وبشكل عام تتميز اللهجة بمد الكلمات وإضافه حرف الألف في نهايتها مثل: «مالي» - «ماليا» و«نعالي» «نعاليا». كما يحذف حرف الواو في منتصف الكلمة مثال: «روح» - «رح» و«جيب» - «جب». وتكاد تكون اللهجة الحساوية المكون الرئيسي والخليجية بشكل عام.

## خصائص وظواهر
تتقاسم اللهجة الحساوية مع أهل القطيف كثيرا من الصفات والظواهر المشتركة، أبرزها:
- إبدال كاف المخاطب المؤنث شيناُ عند الوقف: وتسمى بـ (الكشكشة)، مثال: اختك: اختش، ابوكِ: ابوش.و (الكشكشة: ويعزى هذا اللقب إلى ربيعة ومضر، كما يعزى إلى بكر، وبني عمر بن تميم، وناس من أسد.وهذه الظاهرة عند اللغويين عبارة عن إبدال كاف المؤنثة في الوقف شيناً، أو إلحاقها شيناً.وهذه اللهجة كثيرة التداول لدى أهل الهفوف خاصة عند الشيعة منهم، في (حي الرفعة، حي الكوت، حي النعاثل)، غير أن البعض منهم يستبدل الكاف بالشين مطلقاً، كما هو حال (محلة الرقيات)، وبعض عوائل (محلة الفوارس) ومنهم من يلفظ الكاف بين الجيم والشين كما هو الحال لدى عوائل (محلة سوق الصاغة)، كقول أحدهم: ثوبچ، وكتابچ في: ثوبك، وكتابك)().
- تقلب كاف المخاطب المؤنث (تس). وتسمى كسكسة وذلك عند البعض وهم بادية استقر بهم الحال.. و (أما من ينطق بها في مدينة الهفوف فهم بعض السنة الساكنين في حي الرقيقة، إذ يقولون في «اعطيتك» مثلاً: «اعطيتس»)().
- في بعض القرى تقلب كاف المخطابة المؤنث إلى (ج)فيقولون: منْكِ: مِنْج، عنْكِ: عَنْج
- إضافة هاء السكت بعد ياء المتكلم: مثال: عمتي«عمتيه، خالتي: خالتيه. وعند البعض وخاصة» الهفوف«اضاقة الألف إلى ياء الملكية، يقولون: قلميَا في قلمي، كتابيَا في كتابي، عمتْيَا في عمتي.» بفتح ياء الملكية. و (تختص العديد من عوائل الشيعة في مدينة الهفوف، بإضافة (هاء السكت)بعد ياء المتكلم، إذ يقولون في «كتابي، وسيارتي، قلمي» مثلاً: «كتابيه، وسياريتيه، وقلميه» وهي لغة عربية نطق بها القرآن الكريم كما في قوله تعالى:﴿ فَأَمَّا مَنْ أُوتِيَ كِتَابَهُ بِيَمِينِهِ فَيَقُولُ هَاؤُمُ اقْرَؤُوا كِتَابِيهْ، إِنِّي ظَنَنتُ أَنِّي مُلاَقٍ حِسَابِيهْ. مجلة الواحة).
- إلحاق الهاء والواو (وه) بالاسم: مثال: حمد: احمدوه، وليد: وليدوه.. و (تذييل الأسماء باللاحقة (وه): حمد: احمدوه، حسن: احسينوه. و (من هذه الطرق تذييل الأسماء المصغرة باللاحقة المؤلفة من الواو والهاء، وتعرف هذه الطريقة في لهجة الواحة بـ (التنـگـيص بالإسم) أي: تحقيره، ومن ذلك أنهم إذا أرادوا أن ينهوا شخصاً عن تصغير اسم آخر بهذه الطريقة يقولون له:(لا تنـگُّـص بسمه)، وعندما يستنكر شخص من آخر تحقير اسمه يقول له: (چيفه تنـگص بسمي؟ ترضى ينـگـصوا بسمك؟ أنا فلان، مانا فلانوه، ترضى يـگولوا لك فلانوه؟). والكلمة ذات أصل فصيح من نقص الشيء، ونقَّصه جعله ناقصاً، وانتقصه نسب إليه النقصان، والاسم النقيصة. مجلة الواحة).
- حذف نون الوقاية من الكلمة: وهذه قليلة الانتشار، وأظن أنا لا تتعدى حدود حي الرفعة إذ يقولون في «ضربني» مثلاً: «ضربي». مجلة الواحة.
- نطق القاف: يبدلون حرف (ق) إلى (ج): مثال: أوقف: اوجف.
- نطق الغين: يبدلون حرف (غ) إلى (ق) في بعض الاحوال: مثال: غرفة: قرفة و (إبدال القاف غين، والغين قاف: وهذه منتشرة بشكل كبير في مدينة الهفوف ويشترك فيها الشيعة والسنة، وهي ليست من مختصات مدينة الهفوف بل يصل حد انتشارها في المنطقة الشرقية، وبعض دول الخليج كالكويت. مجلة الواحة).
- الكاف: يبدلون الكاف إلى حرف شين إذا كانت في أول الكلام: شمـاده: كمـاده
- يمدون حروف المد: مثال (هذا - هآذا) و (يمكن - يآمكن).
- قلب الجيم إلى ياء: يبدلون حرف الجيم إلى (ياء) في الأسماء، لا في الأفعال وهي عند البعض من قرى الإحساء مثل:(الساباط، والجفر، والمنيزله، والفضول، والطرف) كقولهم: رَيَّال بدلاً من (رَجَّال) أي (رَجُل) و (شير) بدلاً من (شجر) و (وَيه) بدلاً من (وجه) و (ياهل) بدلاً من (جاهل) و (مسيِّد) بدلاً من (مسجد).
- ان ترادف الأصوات الصامتة الساكنة في بداية الكلمة متبوعا بحرف علة غير مشدد مستخدم بشكل عام بين المتحدثين بلهجة الإحساء عموما، الا ان ترادف الأصوات الصامتة الساكنة في آخر الكلمة غير مستخدم كثيرا بينهم. فهم يميلون إلى إدخال حرف العلة /i/ و /a/ أو /u/ بين الصامت 2 والصامت 3.(دراسات على لهجة الإحساء. ا. د. منيرة الازرقي)..
- اللهجات في الاحساء يمكن تقسيمها إلى فئتين: اللهجة الاحسائية المدنية واللهجة الاحسائية الريفية. واللهجة الاحسائية المدنية تستخدم عادة بين المتعلمين الذين يقطنون مدينتي الهفوف والمبرز. وهذه اللهجة تشترك في عدة صفات مع اللهجة النجدية وغيرها في شرق الجزيرة العربية. بينما اللهجة الاحسائية الريفية فهي لهجة أهل الريف والقرى ذو التواصل البسيط مع الاخرين والذين لم يحضوا بمستوى عالي من التعليم والثقافة. (دراسات على لهجة الإحساء. ا . د .. منيرة الازرقي).
- هناك بعض الفروقات اللغوية على المستوى الصوتي والصرفي. فنجد ان هناك اختلافات في نطق الأصوات مثل: /f/, /θ/, /ð/, /j/ كما أن الأصوات الصائته أوضحت اختلافا عند استخدامها. فالمتحدثين القرويون يستخدمون /α/ عوضا عن /æ/ و /o/ وذلك في حالة المقطع الصوتي المشدد. بينما يستخدمون /a/ بدلا عن /i/ في حالة المقطع الصوتي المشدد. (دراسات على لهجة الإحساء . ا . د .. منيرة الازرقي).
- أظهرت الضمائر وأسماء الإشارة اختلافا بين المتحدثين من كلا الفريقين، فالمتحدث الاحسائي المدني يميل إلى استخدام الضمائر التي تنتهي ب /aj/ أو /aw/ أو /ah/ . (دراسات على لهجة الإحساء . ا . د .. منيرة الازرقي).

معجم اللهجات المحكية في المملكة العربية السعودية - سليمان بن ناصر الدرسوني